# ایلودر ایرنه دوپونت
ایلودر ایرنه دوپونت (به فرانسوی: Éleuthère Irénée duPont) (زاده ۲۴ ژوئن ۱۷۷۱ - درگذشته ۳۱ اکتبر ۱۸۳۴) کارآفرین، شیمی‌دان و مدیر ارشد اجرایی آمریکایی-فرانسوی بود، که در سال ۱۸۰۲ شرکت دوپونت را تأسیس نمود. وی فرزند اقتصاددان فرانسوی پیر ساموئل دو پونت ده نمورس بود.
در قرن بیستم، شرکت دوپانت بسیاری از پلیمرها را توسعه داد، مانند: وسپل، نئوپرین، نایلون، کوریان، تفلون، مایلار، کولار، پلی تترافلوئورواتیلن، فیبر، نومکس، تیوک، سورونا و لای کرا. دوپانت همچنین، فرئون (کلروفلوئوروکربن) را توسعه داده که از آن در صنعت یخچال‌سازی استفاده فراوانی شد. این شرکت همچنین در رنگدانه‌های مصنوعی از جمله کروم فلایر را نیز، توسعه داد.